# Qathet Regional District
qathet Regional District (fram till 2018 Powell River Regional District) är ett regionalt distrikt i provinsen British Columbia i Kanada. Det ligger i södra delen av provinsen, 10–20 mil nordväst om staden Vancouver. Antalet invånare är 20 070 (år 2016) och ytan är 5 075 kvadratkilometer.
I qathet Regional District finns kommunen Powell River.